# Gare d'Akama
La gare d'Akama (赤間駅, Akama-eki) est une gare ferroviaire de la ville de Munakata, dans la préfecture de Fukuoka au Japon. Elle est gérée par la compagnie JR Kyushu.

## Situation ferroviaire
La gare est située au point kilométrique (PK) 46,5 de la ligne principale Kagoshima.

## Histoire
La gare a été inaugurée le 28 septembre 1890.

## Service des voyageurs

### Accueil
La gare dispose d'un bâtiment voyageurs, avec guichets, ouvert tous les jours.

### Desserte
- Ligne principale Kagoshima :
  - voies 1 et 2 : direction Kokura
  - voies 3 et 4 : direction Hakata